# Isolanthis
Isolanthis (Isolanthis: Roman vom Sinken einen Erdteils) je roman o propadu in potopu Pozejdonije (Atlantide). Napisala ga je  Celjanka Alma Maksimiljana Karlin. Izšel je leta 1936 v nemščini. Razdeljen je na tri dele: Korenina, Rod in Krona.

## O Pozejdoncih (izmišljenoljudstvo)
Pozejdonci so bili na področju znanosti, umetnosti in duhovnosti izjemno razvit narod. Živeli so na otoku Pozejdoniji (po ustanovitelju njihovega mesta in začetniku njihove kulture bogu Pozejdonu), v mestu zlatih vrat, ki je bilo razdeljeno na:
- prvo obzidje, v katerem je živel kralj s služinčadijo,
- drugo obzidje, v katerem so živeli pripadniki najvišje kaste (kraljevi sorodniki),
- tretje obzidje, v katerem je živelo navadno ljudstvo.

## Najpomembnejše osebe
- Isolanthis, atlantidska princesa (princesa s svečeniško dušo)
- Kralj Nartili, stari vladar Pozejdonije
- Atarikitli, naslednik prestola, na koncu kralj, Isolanthisin oče
- Arototec, temačni znanstvenik in privrženec temnih sil
- Ramon Ptha, faraon, ki ljubi Isolanthis
- Daminophis, največji umetnik Pozejdonije.

## Vsebina
Stari kralj Nartili, ki je pod Arototecovim vplivom, počasi umira. Nasledniki prestola drug za drugim odstopajo ali umirajo. Nekega dne v Atarikitlijevo hišo ves pijan prispe njegov bratranec Haparu, naslednik prestola, ki bi tedaj po kraljevi smrti nasledil prestol. Atarikitliju začne razlagati, da bi po svojem prihodu na prestol poskrbel, da bi Pozejdoniji zavladal faraon Ramon Ptha, nato pa prevrne vrč s pivom in skoraj polije dragoceno kroniko. Atarikitli jo hoče pospraviti, ampak Haparu prepozna dragoceno knjigo in mu jo hoče iztrgati, a med ruvanjem umre. Pretreseni Atarikitli njegovo truplo skrije.
Predzadnji naslednik prestola Etelku se odpove prestou in postane svečenik. Kmalu po Isolanthisini vrnitvi domov Nartili umre. Na njegov pogreb pride tudi Ramon Ptha, ki se takoj zaljubi v Isolanthis in spoprijateli z Daminophisom. Zlomljeni Atarikitli pade pod Arototecov vpliv in kljub svoji krivdi za Haparujevo smrt postane kralj.
Po mnogih prigodah zaljubljeni faraon poskusi ugrabiti Isolanthis in pri tem ubije zakladnika. Arototec ga zasači in ga obsodi na smrt z zaprtjem v stolp, Daminophisa (tudi on je ljubil Isolanthis), ki mu je pa pri tem pomagal, pa na izgnanstvo. Ramon Ptha z Izolanthisino pomočjo (ljubila ga je) pobegne in skupaj z Daminophisom odide v Egipt. 
Arototec zaradi ljubusumja (celo on ljubi Isolanthis) najame morilca, da bi Ramona Pthaja ubil, sam pa poskusi ukazovati duhovom. Ti se obrnejo proti njemu, vulkana Speči in Molčečnež izbruhneta in Atlantida se potopi. Arototec se pred smrtijo skesa in si priseže, da bo v naslednjih življenjih svojo moč uporabljal le v dobro človeštva, Daminophis umre zaradi strupa, namenjenega faraonu, njega pa ubije najeti morilec.

## Mistika
Vse delo preveva mistika, značilna tudi za delo iste avtorice Angel na zemlji (razvojni tokovi, duhovi, reinkarnacija, duša,...). 